# Kerncentrale Taishan
De kerncentrale van Taishan (台山核电站 , pinyin:Táishān Hédiànzhàn) is een kerncentrale in Taishan. De centrale beschikt over twee EPR reactoren, waarvan de eerste, Taishan 1, in 2018 in bedrijf kwam, en de tweede, Taishan 2, in 2019.

## Ligging
De centrale ligt aan de kust van de Zuid-Chinese Zee, 50 km zuidelijk van Taicheng en 120 km ten zuidwesten van Hongkong in Guangdong, het dichtstbevolkte deel van de Volksrepubliek China.

## Bouw
De bouw van deze centrale met twee EPR-reactors vloeit voor uit een overeenkomst tussen het Franse Areva en de Chinese CGNPC, waarbij afgesproken werd voor 8 miljard euro een centrale te bouwen. Oorspronkelijk was het plan om op de site 6 reactoren van het type CPR-1000 te bouwen, maar later werd besloten de andere reactoren van dit type in Changjiang te plaatsen. Er is op de site plaats om het aantal kernreactoren naar zes te brengen, waaronder twee drukwaterreactoren. De centrale is in januari 2018 ingehuldigd door de Franse president Emmanuel Macron en zijn Chinese collega Xi Jinping, die bij die gelegenheid een herdenkingsplaquette onthulden.

## Eigenschappen van de reactoren
| Naam      | Vermogen         | Vermogen    | Vermogen    | Aanvang bouw | Eerste kettingreactie | Aansluiting stroomnet | Commercieel bedrijf |
| Naam      | Thermisch (MWth) | Bruto (MWe) | Netto (MWe) | Aanvang bouw | Eerste kettingreactie | Aansluiting stroomnet | Commercieel bedrijf |
| --------- | ---------------- | ----------- | ----------- | ------------ | --------------------- | --------------------- | ------------------- |
| Taishan 1 | 4590             | 1750        | 1660        | okt. 2009    | 6 juni 2018           | 29 juni 2018          | 13 dec. 2018        |
| Taishan 2 | 4590             | 1750        | 1660        | april 2010   | 28 mei 2019           | 23 juni 2019          | 7 sept. 2019        |

## Vergelijking met de centrale inFlamanville
Er was wat vertraging tijdens de bouw, en de in dienst name die voorzien was voor 2013 is uiteindelijk in 2018 tot stand gekomen. De bouw verliep sneller dan die van de technisch vergelijkbare centrales in Olkiluoto en Flamanville.
De centrales met een vermogen van 1750 MW ieder kunnen per jaar 24 TWh aan het Chinese elektriciteitsnet leveren, hetgeen gelijkstaat aan het jaarlijks stroomverbruik van 5 miljoen Chinezen. Taishan maakte deze belofte in 2019 al waar; met een productie van 12 TWh was het dat jaar de meest productieve kerncentrale ter wereld. In 2021 is deze centrale de enige centrale van het type EPR in de wereld die ook daadwerkelijk stroom produceert.

## Incident
Er bleek in juni 2021 een hoeveelheid radioactief gas na een incident met een aantal splijtstofstaven in reactor 1 ontsnapt te zijn.